# Kowalik czarnogłowy
Kowalik czarnogłowy (Sitta canadensis) – gatunek małego ptaka z rodziny kowalików (Sittidae), zamieszkujący Amerykę Północną.
SystematykaTakson ten był niekiedy łączony w jeden gatunek z blisko spokrewnionymi kowalikiem korsykańskim (S. whiteheadi) i kowalikiem płowym (S. villosa). Nie wyróżnia się podgatunków.
MorfologiaDługość ciała 11,5–12 cm. Czapeczka samca czarna z metalicznym połyskiem, samicy ołowiana lub matowoczarna. Szeroka biała brew oraz czarny pasek oczny. Wierzch ciała niebieskoszary. Gardło białe. Spód ciała rdzawoczerwony (u samicy jaśniejszy); pokrywy podogonowe białe. Ogon krótki i silny; duża głowa.
Zasięg, środowiskoOsiadły w lasach iglastych środkowej, północno-wschodniej i zachodniej części Ameryki Północnej (Kanada oraz Stany Zjednoczone wraz z południową Alaską). Gniazda zakłada w dziuplach martwych drzew iglastych; wlot obmurowuje żywicą.
StatusIUCN uznaje kowalika czarnogłowego za gatunek najmniejszej troski (LC, Least Concern) nieprzerwanie od 1988 roku. Organizacja Partners in Flight szacuje liczebność populacji na około 20 milionów dorosłych osobników. Trend liczebności populacji oceniany jest jako wzrostowy.